# Bärbel Grygier
Bärbel Grygier (* 20. Februar 1955 in Berlin) ist eine parteilose deutsche Politikerin, die für die PDS und die Partei Die Linke aktiv war bzw. ist.
Das Studium der Mathematik und der Klinischen Psychologie schloss Grygier 1986 mit der Promotion zum Dr. rer. nat. ab. In den 1980er Jahren arbeitete sie als Expertin in der Lebenshilfe-Sendung "Mensch, Du!" beim DDR-Jugendsender DT64 mit.
Sie war Bezirksstadträtin und vom 13. Dezember 1995 bis zum 31. Dezember 2000 Bezirksbürgermeisterin des Berliner Bezirks Hohenschönhausen. Sie wurde 2001, nach der Bezirksreform in Berlin, erste Bezirksbürgermeisterin des Bezirks Friedrichshain-Kreuzberg. Am 8. Februar 2002 rückte Grygier für Gregor Gysi in den Bundestag nach, wo sie bis zum Ende der Wahlperiode im November 2002 Abgeordnete war. Bei der Bundestagswahl 2002 trat sie als Direktkandidatin im Wahlkreis Berlin-Friedrichshain – Kreuzberg – Prenzlauer Berg Ost an, unterlag aber dem Kandidaten von Bündnis 90/Die Grünen Hans-Christian Ströbele. Heute ist sie Mitglied des Verwaltungsrates beim RBB sowie Aufsichtsratsvorsitzende des landeseigenen Wohnungsunternehmens Degewo. Darüber hinaus ist sie Mitglied der Rosa-Luxemburg-Stiftung.